# Дружба народов (журнал)
«Дру́жба наро́дов» — советский литературный журнал, основанный в марте 1939 года и продолжающий существовать в России после распада СССР как частное издание.

## История
Альманах «Дружба народов» основан в 1939 году для популяризации произведений писателей союзных республик в переводе на русский язык. Сначала издавался нерегулярно (с перерывом на июнь 1941 — октябрь 1943 года), затем, с 1949 — каждые 2 месяца. С 1955 издаётся ежемесячно, преобразован в журнал.
До 1990 года — орган СП СССР, с 1991 — частное издание.
В постсоветское время сохраняется упор на публикацию произведений представителей народов бывшего СССР.

«„Дружба народов“ в полном смысле современный журнал. Название, правда, устаревшее. Куда лучше — „Вражда народов“. Но это повсеместный грех. Названия толстых журналов стали стёртыми метафорами».
— Надежда Аверьянова, литературный критик
В 2000-е годы положение «Дружбы народов» резко ухудшилось. В 2012 году у журнала были проблемы с занимаемым помещением (закончился срок аренды), редакции пришлось переехать в другое — в дом фонда «Русский мир».

«Действительно, выбиваясь из сил, мы сидим на голодном пайке, достаточно унижены для журнала такого ранга. У нас нет средств, нам мало кто помогает. Никакой государственной поддержки мы не получаем. Сидим без зарплат. Случается, что и месяцами».
— Леонид Бахнов, заведующий отделом прозы журнала «Дружба народов»
2014 год, по словам главного редактора Александра Эбаноидзе, для авторов журнала «был почти безгонорарный». В конце 2013 года он же говорил: «Мой журнал ещё платит какие-то, хоть и смешные, гонорары».
«Дружба народов» участвует в интернет-проекте «Журнальный зал», с 2013 года имеет свой сайт.

## Тираж по годам
- 1939 — 10 000[3]
- 1947 — 15 000
- 1948 — 10 000
- 1949 — 20 000
- 1950 — 30 000
- 1951 — 32 000
- 1952 — 39 000
- 1953 — 33 000
- 1954 — 39 000
- 1957 — 55 000
- 1958—1961 — 75 000
- 1961 — 33—34 000
- 1970 — нач. 80-х — 160 000—240 000
- 1988 — 800 000
- 1989 — более 1 135 000
- 1991 — 800 000
- 1993 — 500 000
- 1997 — 6000
- 2008 — 3000[4][10]
- 2015 — 2000[11]
- 2017 — 1200[2]

## Книжное приложение к журналу
В советское время издавались книжные приложения к журналу. За тридцать лет существования приложения было выпущено около 500 томов.
- 1957—1960 гг. — «Библиотека классиков литератур народов СССР» — семь собраний, 31 том.
- 1961—1963 гг. — «Библиотека исторических романов народов СССР», 36 томов.
- 1964—1970 гг. — серия «Пятьдесят лет советского романа», 105 томов.
- С 1971 г. — обновлённая серия современных произведений «Библиотека „Дружбы народов“».
- 1978 г. — «Избранные страницы», 2 тома (проза и поэзия).
- 1980-е гг. — серия «Библиотека советской прозы»[3].

## Главные редакторы
- Г. А. Ржанов (с марта 1939, отв. редактор)
- П. А. Павленко (с 1939)
- В. В. Гольцев (1949—1955)
- Б. А. Лавренёв (с января 1956)
- А. А. Сурков (1958 — февраль 1960, в составе редколлегии — до 1964)
- В. А. Смирнов (февраль 1960—1965, в составе редколлегии — до 1970)
- С. А. Баруздин (февраль 1966—1991)
- А. А. Руденко-Десняк (1991—1992)
- В. А. Пьецух (1993—1995)
- А. Л. Эбаноидзе (1995—2016)
- С. А. Надеев (с 2017)[12]

## Авторы
В разные годы в «Дружбе народов» публиковались: Виктор Астафьев, Владимир Богомолов, Василь Быков, Дмитрий Быков, Михаил Веллер, Расул Гамзатов, Лев Гумилёв, Николай Доризо, Николай Заболоцкий, Сергей Залыгин, Фазиль Искандер, Александр Карасёв, Вячеслав Кондратьев, Наум Коржавин, Александр Кушнер, Вилис Лацис, Инна Лиснянская, Фарид Нагим, Булат Окуджава, Анатолий Рыбаков, Юлиан Семёнов, Роман Сенчин, Морис Симашко, Александр Твардовский, Бронислав Холопов, Корней Чуковский, Алексей А. Шепелёв, Василий Шукшин и другие.